# العرضحالجي في قضية نصب (فلم)
العرضحالجي في قضية نصب  فيلم دراما كوميدي للمخرج حسن الصيفي عام 1987 وكتب القصة والسيناريو والحوار نبيل غلام. الفيلم من بطولة سعيد صالح، سمير غانم، صابرين، سعيد عبد الغني، حسن مصطفى، وسعاد نصر  وتدور الأحداث حول إبراهيم الشاب حديث التخرج من كلية الحقوق والذي يضطر للعمل اليدوي لعدم إمكانية التسجيل بالنقابة ولا يتجه إلى العمل في القضايا إلا عند القبض على حبيبته فاطمة.
صدر الفيلم إلى دور العرض المصرية في 26 أكتوبر 1987.
منح موقع قاعدة بيانات الأفلام العربية «السينما.كوم» الفيلم 6.7/ 10.

## طاقم التمثيل
سعيد صالح: في دور بحبح الهواري (العرضحالجي)
سمير غانم: في دور إبراهيم عبده (خريج كلية الحقوق)
صابرين: في دور فاطمة السيد خلف (زميلة وحبيبة إبراهيم)
سعيد عبد الغني: في دور شاكر عبد الشكور (رجل الأعمال)
حسن مصطفى: في دور السيد خلف (والد فاطمة)
نبيل الهجرسي: في دور خليل عمران (مخرج الإعلانات)
سعاد نصر: في دور هنيه الهواري (شقيقة العرضحالجي)
حسن الأسمر: في دور حوكة
زهرة العلا: في دور والدة فاطمة
صلاح نظمي: في دور البرنس (صديق العرضحالجي)
نعيمة الصغير: في دور اوسه
ناهد سمير: في دور والدة إبراهيم
رأفت فهيم: في دور عبده (والد إبراهيم)
سيف الله مختار: في دور عنتر الجندي (باشكاتب المحكمة)
سيد صادق: في دور المعلم سيد
أحمد أبو عبية: في دور أبو ريا (نقيب عمال البناء)
سمير رستم: في دور الطبيب
حسين الشريف: في دور شاكر (المحضر)
عبد المنعم النمر: في دور قاضي الأحداث
عادل أبو الغيط: في دور ريس أولاد الشوارع
حسني عبد الجليل: في دور مرسي
حلمي عبد الوهاب: في دور بلحة
كمال الزيني: في دور سيد سند (المحامي)
هريدي عمران: في دور المعلم زغلول (مقاول الأنفار)
حسن توتالة: في دور المعلم شرشر
بالاشتراك مع: مصطفى المعاون – عمر عز الدين – حسن أنور – مطاوع عويس 

## الأغاني والموسيقى
الموسيقى التصويرية: عمار الشريعي
الغناء: حسن الأسمر
قمرين جوه الكوشة
كلمات: يوسف طه – ألحان: مختار السيد
هيلا هيلا
كلمات: مسعد الكومي – ألحان: محمود اليوسفي 

## أحداث الفيلم
يتخرج إبراهيم (سمير غانم) من كلية الحقوق ولا يجد رسوم القيد بالنقابة، ويتفق مع زميلته وخطيبته فاطمة (صابرين)، على طرح الشهادة جانباً، والعمل فيما هو متاح من أعمال، حيث عملت فاطمة نادلة في بار أحد الفنادق الكبرى، رغم اعتراض والدها السيد خلف (حسن مصطفى) الموظف البسيط، لخوفه عليها، بينما تشجعها والدتها (زهرة العلا)، التي تريد الخروج من دائرة الفقر، وتصليح الثلاجة، وشراء البوتاجاز ذو الفرن، وإعادة دهان الشقة بالدخل الذي توفره الإكراميات الكبيرة التي تحصل عليه فاطمة، بينما يعمل إبراهيم في أعمال النقاشة ولصق أوراق الجدران، وأيضاً يعترض والده عبده (رأفت فهيم)، فهو يريد أن يراه محامياً أو قاضياً كبيراً. ينجح إبراهيم في توفير رسوم القيد بالنيابة، فيترك العمل اليدوي، ويحصل على توصية للتمرين بمكتب المحامي الكبير سيد سند (كمال الزيني)، دون أجر. يعرض مخرج الإعلانات خليل عمران (نبيل الهجرسي)، على فاطمة العمل في مجال الإعلانات، نظير مبلغ كبير، وتوافق والدتها، ويعترض والدها، الذي يوافق بعد ذلك بشرط مرافقتها. يعرض مخرج الإعلانات على فاطمة عمولة كبيرة، مقابل جلب طلبات الشغل لشركته، وتنجح فاطمة في إقناع عميلها رجل الأعمال شاكر (سعيد عبد الغني) في إنتاج إعلانات لشركة العطور التي يمتلكها، والذي يوافق بعد أن تشاركه فاطمة شرب الخمر، لتعود لمنزلها سكرانه. يفشل الأب في السيطرة على إبنته وزوجته، فيهجر البيت ليعيش وحيداً، بينما يدير المال رأس فاطمة ووالدتها، وتهمل إبراهيم، وتضطر لقبول دعوات المعلنين للسهر في بيوتهم، وعندما يصاب والدها بجلطة في القلب، لا تفلح أموال فاطمة في إنقاذه من الموت. لا يتمكن إبراهيم من الحصول على عمل يدر عليه دخل مناسب، فيقبل العمل بمكتب «العرضحالجي» بحبح الهواري (سعيد صالح)، الذي كان يعمل بمكتبه العديد من المحامين، ويكسب قضايا المخدرات، والتسول الجماعي، وقضايا شبكات الدعارة، ويكسبها لقاء مبالغ كبيرة، وذلك باستخدام أساليب غير قانونية، برشوة موظفي النيابة والمحكمة، بالتلاعب في مستندات القضايا بسرقتها، واستبدالها باخرى مزيفة. عندما ينتبه إبراهيم ويعترض، يلفق له بحبح قضية مخدرات، فيذعن له إبراهيم، وزيادة في الحرص من بحبح، يطلب منه الزواج من شقيقته هنيه الهواري (سعاد نصر). يواصل إبراهيم معاونة بحبح، في كسب القضايا بالتدليس، وعندما يتم القبض على فاطمة في قضية آداب، يقرر الدفاع عنها، مما يثير غضب بحبح. يقرر إبراهيم الإنتقام من بحبح، ويقوم بتشميع المكتب بالشمع الأحمر، ويدعى أن الشرطة هي من قامت بذلك، ويخبر بحبح أن الشرطة تبحث عنه. يلوذ بحبح بالفرار إلى عزبة الورد، لدى صديقه البرنس (صلاح نظمي) بينما يخبر إبراهيم كل أصحاب القضايا، الذين تمت تبرأتهم بالتزوير، بأن بحبح تطارده الشرطة، وأنه سوف يعترف بكل القضايا التي زور أوراقها، عند القبض عليه، وإنه مختبئ لدى البرنس بعزبة الورد، فيسارع الجميع إلى هناك للقضاء على بحبح، قبل أن تصل الشرطة إليه. ينتهز إبراهيم الفرصة ويبلغ الشرطة ويتم إلقاء القبض على الجميع، وتخرج فاطمة بكفالة على ذمة قضية الآداب، لتجد إبراهيم في إنتظارها، ليحصل لها على البراءة، دون تدخلات بحبح.

## وصلات خارجية
- مقالات تستعمل روابط فنية بلا صلة مع ويكي بيانات
- العرضحالجي في قضية نصب على موقع الدهليز
- العرضحالجي في قضية نصب على موقع كاروهات

https://dlmenetwork.org/library/catalog/ark:%2F88435%2F1c18dh121 العرضحالجي في قضية نصب (فيلم)
https://www.lavanguardia.com/peliculas-series/peliculas/movie-1040953 العرضحالجي في قضية نصب (فيلم)